# جمال العسري
ولد جمال العسري في عام 1973 في الدار البيضاء، و هو كيميائي يحمل الجنسيتين المغربية والبرتغالية. جمال العسري هو مكتشف التفاعل الكيميائي العضوي تكاثف العسري.
حصل على درجة البكالوريوس في الكيمياء من جامعة الحسن الثاني بالدار البيضاء (المغرب) (1997). ثم انتقل إلى إسبانيا لإعداد شهادة الدكتوراه في كلية الصيدلة - فالنسيا تحت إشراف الأستاذ الدكتور خوسيه سيبولفيدا. حصل على درجة الدكتوراه في الكيمياء العضوية من جامعة فالنسيا في عام 2004 (ممتاز مع مرتبة الشرف).
في سبتمبر 2004، بدأ أبحاثه ما بعد الدكتوراه بمنحة من تمويل مؤسسة بانكاخا - كاخا كاستيون، في جامعة خايمي الأول - كاستيون دي لا بلانا (إسبانيا)، و ٱ نضم إلى مجموعة الأستاذ الدكتور سانتياغو فيسنتي لويس لافوينتي، للعمل على تخليق مركبات معدنية جديدة من النحاس واستخدامها كحفازات غير متجانسة في تفاعلات تحضير السيكلو بروبان.
في مايو 2005، انتقل إلى البرتغال للعمل كباحث ما بعد الدكتوراه بمنحة من تمويل مؤسسة العلوم و التكنولوجيا البرتغالية، في المعهد العالى التقنى - جامعة لشبونة مع مجموعة الأستاذ الدكتور أرماندو بومبرو.
في يناير 2008، تم تعيينه باحث مشارك (برنامج 2007 Ciência) في المعهد العالى التقنى للشبونة، وركز عمله على إعداد مركبات البلاتين والبالاديوم بمساعدة الميكروويف، تفاعل ازدواج كربون-كربون في الماء أو في ثنائي أكسيد الكربون فوق الحرج، أكسدة الكحولات، والألكانات، و ٱهتم أيضا بالكيمياء الخضراء.
في شتنبر 2013، انتقل إلى جامعة الملك عبد العزيز في المملكة العربية السعودية للعمل كأستاذ مشارك.
و في يونيو 2015 حصل على درجة أستاذ دكتور في الكيمياءالعضوية.
الأستاذ الدكتور جمال العسري نشر حوالي 50 بحث في مجلات علمية دولية مرموقة،،، (بعض أبحاثه أنجزت بالتعاون مع وزير التعليم العالي و البحث العلمي السابق بالحكومة البرتغالية الأستاذ الدكتور جواو جوسي فراوشتو دا سيلفا،،،)، لديه أيضا 5 براءات الاختراع، عدة مشاركات في مؤتمرات دولية، كما شارك في تطوير مشاريع بحثية وطنية ودولية، و ٱشرف أيضا على تأطير عدة طلاب بكالوريوس، ماجستير ودكتوراه.

يتكلم إلى جانب العربية، الإسبانية و البرتغالية و الفرنسية والإنجليزية.

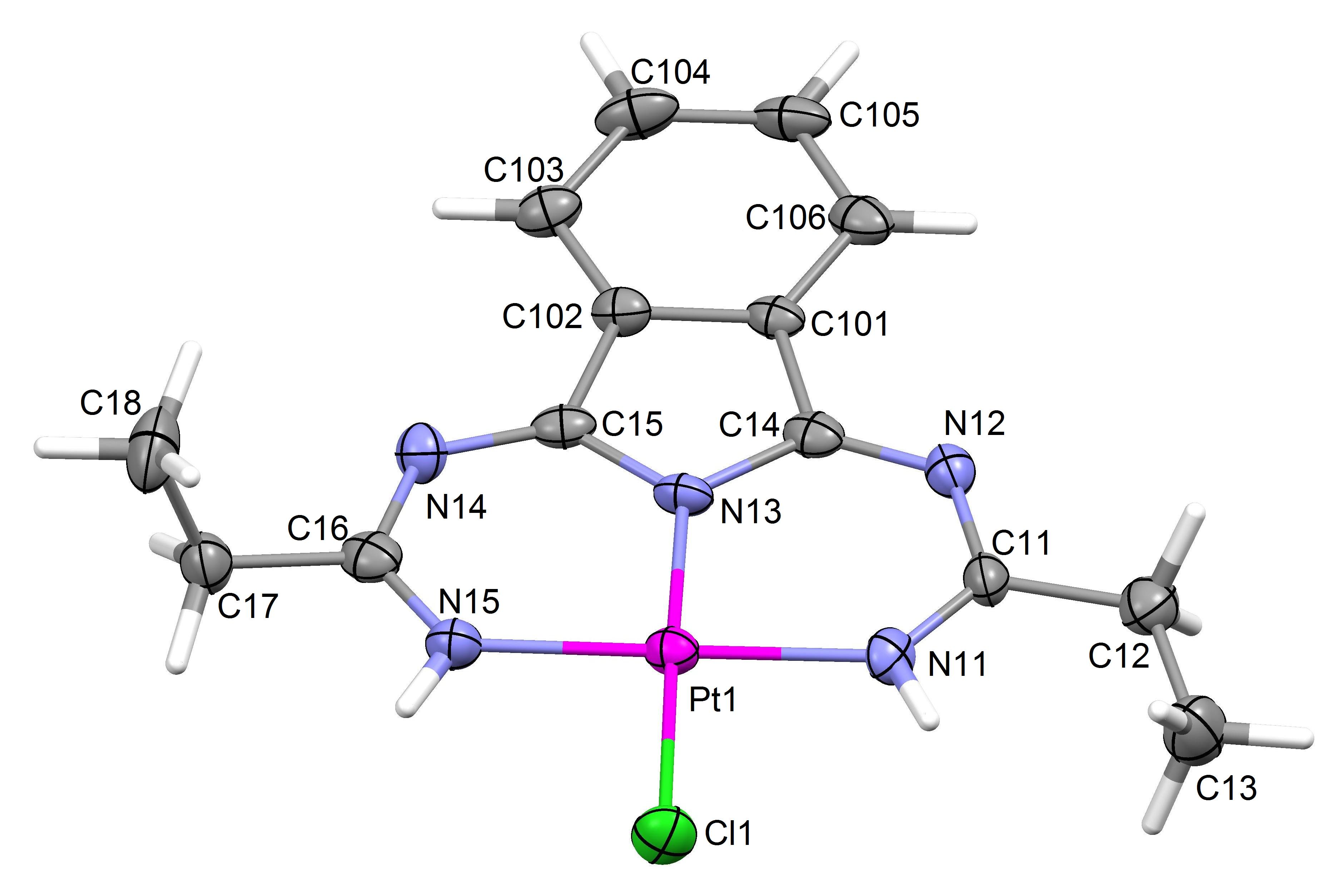
Crystal structure of platinum(II) complex reported by Jamal Lasri et al. in Inorg. Chem. 2012, 51, 10774